# 1. Division (Luxemburg) 1924/25
Die 1. Division 1924/25 war die 15. Spielzeit der höchsten luxemburgischen Fußballliga.
Spora Luxemburg gewann den ersten Titel in der Vereinsgeschichte.

## Abschlusstabelle
| Pl. | Verein                | Sp. | S | U | N  | Tore    | Quote | Punkte |
| --- | --------------------- | --- | - | - | -- | ------- | ----- | ------ |
| 1.  | Spora Luxemburg       | 14  | 9 | 3 | 2  | 041:140 | 2,93  | 21:70  |
| 2.  | Stade Düdelingen      | 14  | 9 | 2 | 3  | 042:140 | 3,00  | 20:80  |
| 3.  | Jeunesse Esch         | 14  | 8 | 2 | 4  | 031:180 | 1,72  | 18:10  |
| 4.  | Fola Esch (M, P)      | 14  | 6 | 5 | 3  | 035:200 | 1,75  | 17:11  |
| 5.  | Red Boys Differdingen | 14  | 7 | 2 | 5  | 036:270 | 1,33  | 16:12  |
| 6.  | US Hollerich/Bonneweg | 14  | 6 | 1 | 7  | 032:310 | 1,03  | 13:15  |
| 7.  | Progrès Grund (N)     | 14  | 3 | 1 | 10 | 015:490 | 0,31  | 07:21  |
| 8.  | US Düdelingen (N)     | 14  | 0 | 0 | 14 | 004:630 | 0,06  | 0:28   |

| (M) | amtierender Meister             |
| (P) | amtierender Pokalsieger         |
| (N) | Neuaufsteiger aus der Promotion |

### Kreuztabelle
Die Kreuztabelle stellt die Ergebnisse aller Spiele dieser Saison dar. Die Heimmannschaft ist in der linken Spalte, die Gastmannschaft in der oberen Zeile aufgelistet.
| 1924/25               | Spora Luxemburg | Stade Düdelingen | JEU   | Fola Esch | Red Boys Differdingen | USH | PGr | US Düdelingen |
| --------------------- | --------------- | ---------------- | ----- | --------- | --------------------- | --- | --- | ------------- |
| Spora Luxemburg       |                 | 2:0              | 6:0   | 1:3       | 6:0                   | 2:1 | 2:0 | 9:0           |
| Stade Düdelingen      | 2:2             |                  | 1:1 1 | 2:2       | 1:0                   | 4:2 | 7:0 | 10:0          |
| Jeunesse Esch         | 3:3             | 0:2              |       | 1:0       | 3:0                   | 3:2 | 3:0 | 7:0           |
| Fola Esch             | 2:0             | 3:0 2            | 1:1   |           | 3:3                   | 1:1 | 7:2 | 3:0           |
| Red Boys Differdingen | 2:2             | 1:2              | 2:1   | 5:2       |                       | 6:2 | 4:1 | 5:1           |
| US Hollerich/Bonneweg | 1:2             | 0:4              | 1:0   | 3:2       | 3:1                   |     | 5:3 | 5:0           |
| Progrès Grund         | 0:3             | 0:5              | 0:2   | 1:1       | 0:6                   | 3:2 |     | 3:1           |
| US Düdelingen         | 0:1             | 1:2              | 0:6   | 0:5       | 0:1                   | 0:4 | 1:2 |               |